# Barlowlins

A - Objektiv, B - Barlowlins

En barlowlins är en divergerande lins som i praktiken ökar bländartalet hos ett optiskt system. Den är uppkallad efter sin uppfinnare, den engelske ingenjören Peter Barlow.
I astronomin används barlowlinser omedelbart framför okularet för att minska dess brännvidd. Eftersom ett teleskops vinkelförstoring är lika med teleskopets brännvidd delad med okularets brännvidd, blir nettoeffekten att bilden förstoras. Av denna anledning klassificeras astronomiska barlowlinser efter den förstoring de orsakar. De vanligaste barlowlinserna förstorar 2x, men det finns även de som förstorar 3x eller som har en inställningsbar förstoring.
Barlowlinser har fått dåligt rykte i några kretsar på grund av de dåliga resultat som uppnås med barlowlinser som medföljt billigare teleskopsatser. Dessa dåliga resultat är dock mer beroende på dålig teleskopoptik och rangliga stativ som gör stora förstoringar opraktiska, snarare än något fel i själva barlowlinsen.